# Chữ Quốc ngữ

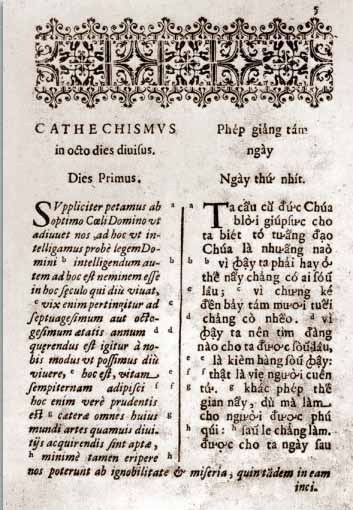
Trang đầu Phép giảng tám ngày in năm 1651 của nhà truyền giáo Alexandre de Rhodes. Bên trái là tiếng Latinh, bên phải là tiếng Việt viết bằng chữ Quốc ngữ.

Chữ Quốc ngữ là chữ viết tiếng Việt thông dụng được ghi bằng tập hợp các chữ cái Latinh cùng các dấu phụ đi cùng. Chữ Quốc ngữ được tạo ra bởi các tu sĩ Dòng Tên Bồ Đào Nha và Ý, bằng việc cải tiến bảng chữ cái Latinh và ghép âm dựa theo quy tắc chính tả của văn tự tiếng Bồ Đào Nha và một chút tiếng Ý. Sau cuộc chỉnh lý cuối thế kỷ 18, chính tả chữ Quốc ngữ được định hình như ngày nay với việc xuất bản cuốn Từ điển Taberd năm 1838.

## Tên gọi
Muộn nhất là từ năm 1867 đã có người gọi chữ Latinh cho tiếng Việt là chữ quốc ngữ. Trong năm này, Trương Vĩnh Ký xuất bản hai quyển sách về ngữ pháp. Quyển đầu là sách tiếng An Nam viết bằng chữ quốc ngữ về ngữ pháp tiếng Pha Lang Sa (tiếng Pháp) có tên gọi là Mẹo luật dạy học tiếng pha-lang-sa. Trong sách có tên gọi chữ quốc ngự (ngự chứ không phải là ngữ) được dùng để chỉ văn tự Latinh tiếng Việt. Quyển sách thứ hai là sách ngữ pháp tiếng An Nam viết bằng tiếng Pha Lang Sa, có tên gọi là Abrégé de grammaire annamite (Khái yếu ngữ pháp tiếng An Nam). Trong quyển sách tiếng Pha Lang Sa, chữ Latinh tiếng Việt được gọi bằng tiếng Pha Lang Sa là l’alphabet européen (bảng chữ cái châu Âu), les caractères latins (chữ Latinh). Trên Gia Định báo số phát hành ngày 15 tháng 4 cùng năm, khi đề cập tới quyển sách ngữ pháp tiếng An Nam viết bằng tiếng Pha Lang Sa của Trương Vĩnh Ký, tên gọi chữ quốc ngữ đã được sử dụng để chỉ chữ Latinh cho tiếng Việt.

## Lịch sử

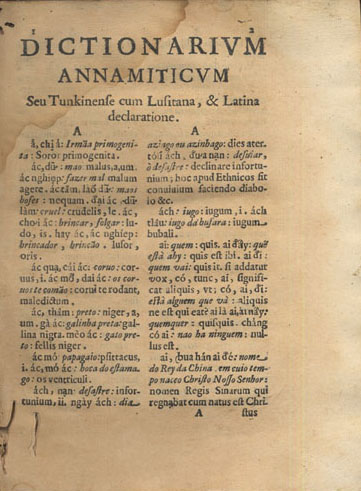
Tự điển in năm 1651 bằng ba thứ tiếng Việt-Bồ-La của giáo sĩ Alexandre de Rhodes

### Hình thành và phát triển
Chữ Quốc ngữ được hình thành bởi các tu sĩ Dòng Tên trong quá trình truyền đạo Công giáo tại Việt Nam đầu thế kỷ 17 dưới quy chế bảo trợ của Bồ Đào Nha. Francisco de Pina là nhà truyền giáo đầu tiên thông thạo tiếng Việt, ông đã bắt đầu xây dựng phương pháp ghi âm tiếng Việt bằng chữ cái Latinh. Giáo sĩ Alexandre de Rhodes là người có công hệ thống hóa và định chế hóa chữ quốc ngữ qua cuốn từ điển Dictionarium Annamiticum Lusitanum et Latinum in năm 1651 tại Roma. Ông cho biết mình đã biên soạn cuốn từ điển này dựa trên hai từ điển (nay đã thất truyền) của Gaspar do Amaral và Antonio Barbosa. Các nhà truyền giáo khác đóng góp trong lịch sử sơ khởi của chữ Quốc ngữ có thể kể đến Francesco Buzomi, Christoforo Borri, Girolamo Maiorica, và Antonio de Fontes.
Theo soạn giả Alexandre de Rhodes, ông mượn dấu sắc, huyền, ngã từ tiếng Cổ Hy Lạp mà vẫn không đủ nên phải thêm iota subscriptum (dấu nặng) và dấu hỏi để biểu lộ thanh giọng của tiếng Việt. So sánh ký tự thì âm nh, ch theo tiếng Bồ Đào Nha; gi theo tiếng Ý; còn ph theo tiếng Cổ Hy Lạp. Dấu lưỡi câu ◌᷄ được dùng để thể hiện phụ âm cuối mũi hóa.
Các văn bản thời kỳ này là tài liệu ghi chép quan trọng về cách phát âm của tiếng Việt trung đại. Bên cạnh mục đích thực tiễn là để các nhà truyền giáo học tiếng Việt thuận lợi hơn, chữ Quốc ngữ còn giúp một vài giáo hữu Việt Nam thông qua mẫu tự Latinh làm quen với tiếng Latinh, ngôn ngữ hoàn vũ của Giáo hội Công giáo.
Linh mục Giovanni Filippo de Marini chép lại biên bản hội nghị năm 1645 về mô thức rửa tội có ghi: "Tau rữa mầï nhân danh Cha, uà Con, uà Spirito Santo. Taü lấÿ tên Chuá, tốt tên, tốt danh, tốt tiẽng..."

### Chỉnh lý

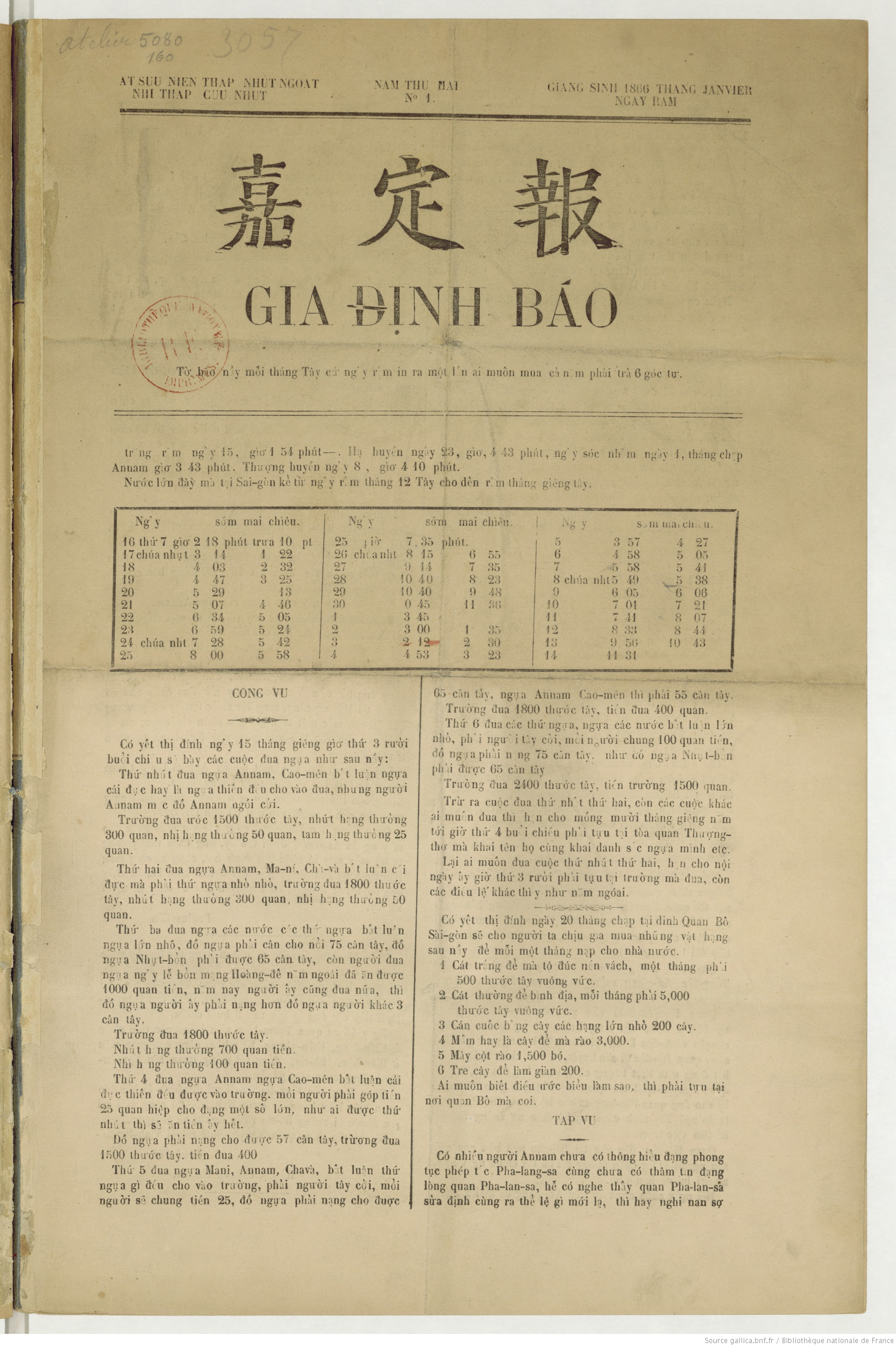
Gia Định báo, tờ báo tiếng Việt đầu tiên dùng chữ Quốc ngữ, ra mắt năm 1865

Cuối thế kỷ 18 tại Đàng Trong diễn ra cuộc chỉnh lý khiến chữ Quốc ngữ hầu như giống với ngày nay. Các giáo hữu Đàng Trong đã biên soạn từ điển chữ Quốc ngữ, dưới sự điều phối của Giám mục Bá Đa Lộc Bỉ Nhu (Pierre Pigneau de Behaine). Căn cứ vào bản thảo này, giáo sĩ Jean-Louis Taberd đã biên tập và cho xuất bản năm 1838.
Cuốn tự điển của Bá Đa Lộc được soạn quãng năm 1772–1773 có tên Dictionarium Anamatico-Latinum mới chỉ là bản viết tay (nay còn giữ ở Văn khố Hội Truyền giáo Paris) chứ chưa được in ra. Trong khi đó tự điển của Taberd mang tên Nam Việt–Dương Hiệp Tự vị (tựa Latinh giống với tựa cuốn của Bá Đa Lộc) được in ở Serampore, Ấn Độ. Nó phản ảnh một biến chuyển quan trọng của tiếng Việt trong khoảng thế kỷ XVIII và XIX. So sánh tự điển của Taberd và De Rhodes thì âm "ꞗ" () biến mất, thay thế bằng âm "v" hoặc "b". Những âm "bl", "ml", "pl", "sl", và "tl" cũng biến mất, thay thế bằng "tr", "nh", "l", "s". Lưu ý một số cách viết chính tả cũ vẫn còn gặp ở các văn bản của João de Loureiro đương thời tại Đàng Trong và của Philipphê Bỉnh tại Lisboa vào đầu thế kỷ 19.
Cuốn tự điển có phần phụ lục tựa là "Lời Chúa Tàu và Người Annam vấn đáp cùng nhau" (Dialogus Inter Unum Navis Praevectum et Unum Cocincinensem), trong đó có đoạn như sau:

    - Ông đi viếng Quan lớn thì được song thói nước nầy chẳng cho phép thăm đờn bà.

    - Tôi cam lòng chìu theo quốc pháp, tôi chẳng có ý làm đều gì nghịch cùng thói phép đất nầy, có tục ngữ rằng: nhập giang tùy khúc nhập gia tùy tục.
Như vậy, dạng chính tả của chữ Quốc ngữ ở lần chỉnh lý này với cách viết không khác mấy thời nay là bước chuẩn hóa chính cuối cùng, các phương án sửa đổi chính tả sau này đều không phổ biến được. Trong hơn 200 năm, Công giáo tại Việt Nam tuy lưu hành chữ Quốc ngữ nhưng vẫn sử dụng chữ Nôm là chủ yếu.

### Địa vị chính thức

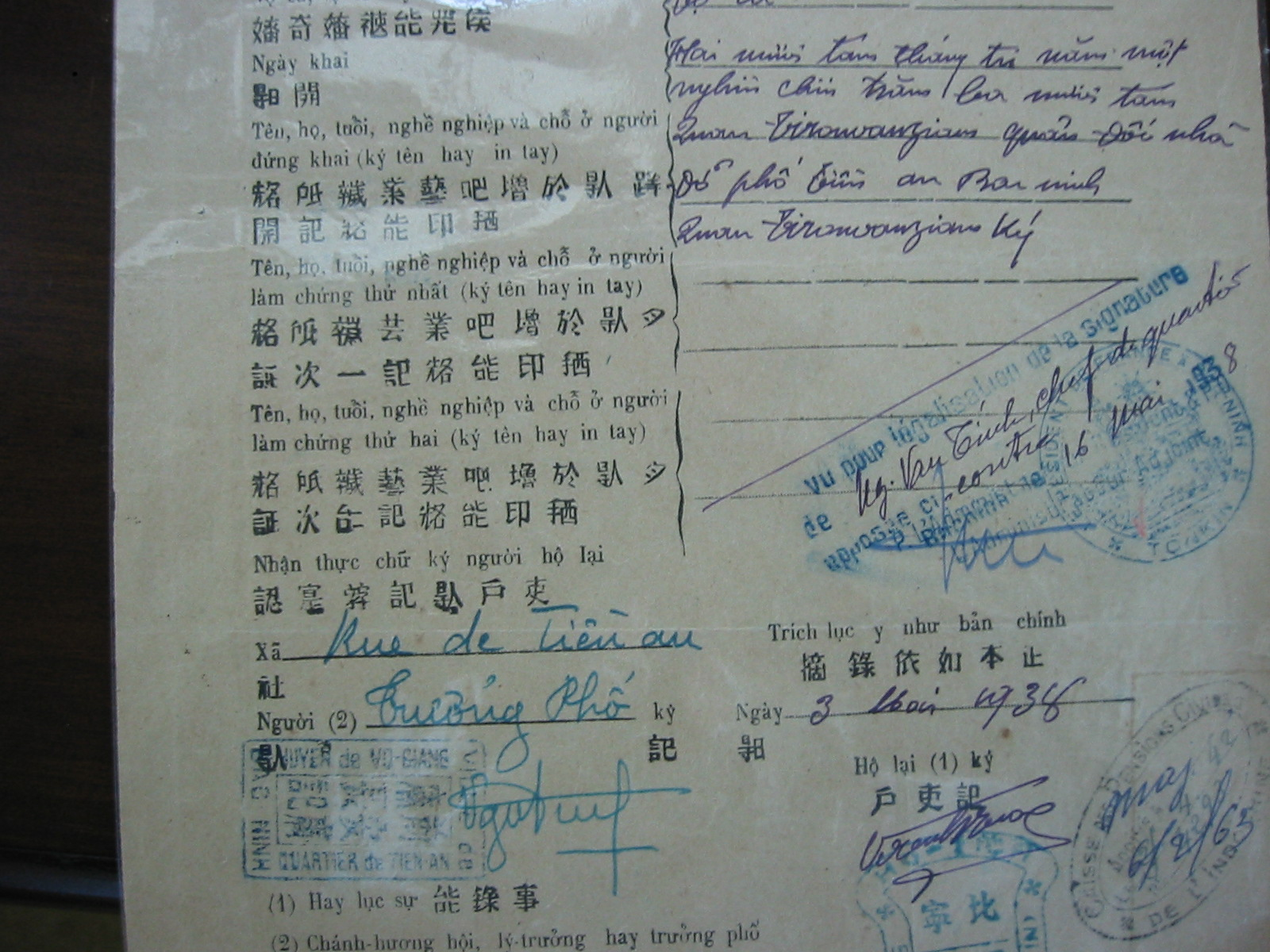
Đơn khai sinh năm 1938 ở Bắc Kỳ có 4 dạng chữ: chữ Quốc ngữ lẫn chữ Nôm cùng dấu triện bằng tiếng Pháp và vài chữ Hán

Do sự thống trị của Hán học ở Việt Nam, chữ Quốc ngữ trên chặng đường hơn 300 năm hình thành và phát triển nhưng chưa đủ phổ biến để coi là văn tự chính thức. Chữ Nôm và chữ Hán vẫn là dạng văn tự chính của tiếng Việt trong mấy trăm năm qua, đang được mọi người trong xã hội sử dụng phổ biến nên không có lý do gì phải bị thay thế. Phải cho tới khi người Pháp xâm lăng, chiếm Nam Kỳ vào cuối thế kỷ 19, thì tên gọi và vị trí "chữ Quốc ngữ" của chữ Latinh cho tiếng Việt mới được xác lập, lúc đó chữ Quốc ngữ mới được bảo hộ để phổ biến, nhằm khiến tiếng Việt đồng văn tự Chữ Latinh với tiếng Pháp, giúp phổ biến tiếng Pháp và Văn hóa Pháp ở Việt Nam. Ngày 22 tháng 2 năm 1869 Phó Đề đốc Marie Gustave Hector Ohier ký nghị định "bắt buộc dùng chữ Quốc ngữ thay thế chữ Hán" trong các công văn ở Nam Kỳ.
Nghị định 82 ký ngày 6 tháng 4 năm 1878 do Thống đốc Nam Kỳ Lafont ký cũng đề ra mốc hẹn trong 4 năm (tức năm 1882) thì phải chuyển hẳn sang chữ Quốc ngữ:
Kể từ mồng một Tháng Giêng năm 1882 tất cả văn kiện chánh thức, nghị định, quyết định, lịnh, án tòa, chỉ thị... sẽ viết, ký tên và công bố bằng chữ quốc ngữ; nhân viên nào không thể viết thơ từ bằng chữ quốc ngữ sẽ không được bổ nhậm và thăng thưởng trong ngạch phủ, huyện và tổng...
Ngày 1 tháng 1 năm 1879 thì lại có lệnh khẳng định các văn kiện chính thức phải dùng chữ Quốc ngữ. Cũng năm đó chính quyền Pháp đưa chữ Quốc ngữ vào ngành giáo dục, bắt đầu ở các thôn xã Nam Kỳ phải dạy lối chữ này. Để khuyến khích việc truyền bá chữ Quốc ngữ, nhà chức trách thuộc địa Nam Kỳ còn ra nghị định ngày 14 Tháng 6 năm 1880 giảm hoặc miễn thuế thân và miễn sưu dịch cho thân hào hương lý nếu họ biết viết chữ Quốc ngữ.
Gia Định báo, một tờ báo do Trương Vĩnh Ký làm chủ biên phát hành, là tờ báo đầu tiên viết bằng chữ Quốc ngữ ra mắt năm 1865; so với ngày nay thì câu văn đã thêm phần mạch lạc, chính tả không mấy khác biệt. Ví dụ như bản thông báo ngày 22 tháng 12 năm 1888 sau đây:
Sở Thuế Chánh Ngạch. Các người thiếu thuế... đặng hay: các sổ phụ trong tháng Octobre 1888 thuế đất, thuế sanh ý, thuế ghe biển, thuế ghe sông, cùng thuế thân đã lập theo phép để trong tay quan Kho Bạc Sài Gòn và Chợ Lớn hay về việc thâu thuế. Bởi đó sức cho các người ấy phải y theo hạn trong luật dạy mà đóng các món thuế biên trong sổ ấy, bằng không thì phải cứ phép mà bắt buộc...

### Nửa đầu thế kỷ XX

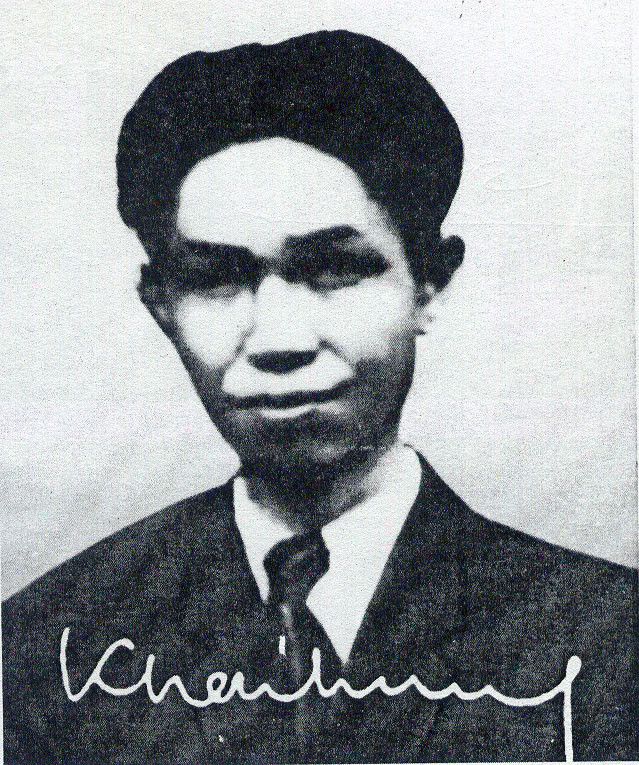
Khái Hưng một thành phần cột trụ trong nhóm Tự Lực Văn đoàn, giúp phát triển văn chương chữ Quốc ngữ vào đầu thế kỷ XX

Sang thế kỷ XX thì chính phủ Đông Pháp mở rộng chính sách dùng chữ Quốc ngữ, giao cho Nha Học chính giảng dạy ở Bắc Kỳ từ năm 1910. Thượng thư bộ Học là Cao Xuân Dục có công văn trả lời Toàn quyền Đông Dương với ý tán đồng:
... cả nước cùng học chữ Quốc ngữ Latinh, tuyển chọn các vị cử nhân, tú tài, tôn sinh, ấm sinh người bản quốc sung làm giáo sư và thành lập viện dịch chữ Quốc ngữ... Nay vâng mệnh Hoàng đế bản quốc lập ra trường chuyên dạy thứ chữ này chính là muốn thống nhất một lối dùng làm thứ chữ dạy học phổ thông.
Năm 1915 thì kỳ thi Hương cuối cùng diễn ra ở Bắc Kỳ mặc cho sự chống đối của giới sĩ phu. Ở Trung Kỳ thì đạo dụ của vua Khải Định ngày 26 tháng 11 âm lịch năm Mậu Ngọ (tức ngày 28 tháng 12 năm 1918) chính thức bãi bỏ khoa cử và năm 1919 là năm cuối mở khoa thi ở Huế. Chữ Quốc ngữ từ đó trở thành văn tự diễn đạt phổ biến ở Việt Nam, trong khi đó người Việt đang dần "mù chữ" với Chữ Hán và chữ Nôm, hai dạng văn tự này trở nên ít được sử dụng.
Trong khi đó cũng có thành phần theo Nho học nhưng hiểu được ưu điểm dễ viết dễ đọc của chữ Quốc ngữ và cổ động việc thâu nhận chữ Quốc ngữ như là một cách nâng cao trình độ kiến thức đại chúng, canh tân xã hội, thức tỉnh tinh thần yêu nước và huy động động lực phản kháng của người Việt trước quyền lực của thực dân Pháp. Trong đó có nhóm Đông Kinh Nghĩa Thục. Việc theo học chữ Quốc ngữ theo đó thì không chỉ là phương tiện đọc và viết mà còn hàm ý vận động chính trị và vận mệnh dân tộc.
Chữ Quốc ngữ qua những tác phẩm biên khảo, phóng sự, bình luận, du ký của những Nam Phong Tạp chí, Đông Dương Tạp chí, cùng một loạt tiểu thuyết và thơ mới của nhóm Tự lực Văn đoàn với tư tưởng mới, phong cách mới cũng và nhiều tác giả khác giúp ưu điểm dễ viết dễ đọc của chữ Quốc ngữ được thể hiện.

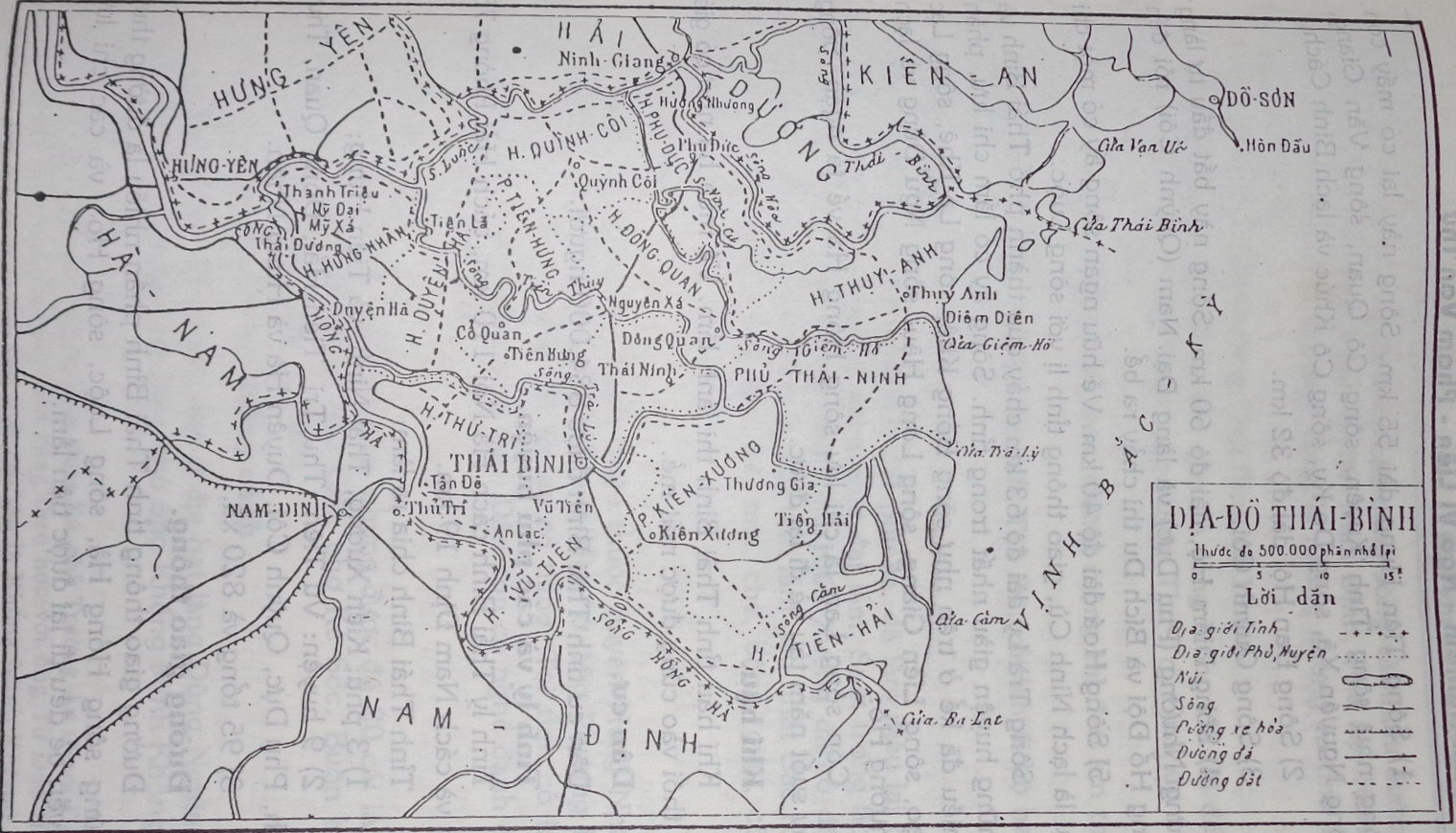
Bản đồ tỉnh Thái Bình năm 1924 thời Pháp thuộc, với cách viết tên riêng có gạch nối.

### Từ giữa thế kỷ 20
Nửa cuối thế kỷ 20 diễn ra các chỉnh sửa chữ Quốc ngữ, trong đó có sửa đổi chữ viết liên quan đến các cuộc Cải cách giáo dục ở Việt Nam thực hiện. Do lúc này có hơn 4 triệu Việt kiều, cùng với những hay dở của cải cách giáo dục trong nước, dẫn đến quan niệm và sử dụng chữ Quốc ngữ có sự khác nhau nhất định, tùy theo từng người được thụ hưởng nền giáo dục nào.
1. Từ những năm 1950 tại miền Bắc, chữ Quốc ngữ được giản lược bằng cách bỏ dấu gạch nối giữa từ ghép và tên riêng, ví dụ: tự-do thành tự do, Họ-Văn-Tên thành Họ Văn Tên.[25] Tuy nhiên điều đặc biệt là năm 1973 khi xây dựng lăng Chủ tịch Hồ Chí Minh tại Hà Nội, thì lại có yêu cầu có dùng gạch nối trong dòng tên ở mặt chính là Hồ-Chí-Minh.
2. Những người không thụ hưởng cải cách giáo dục, gồm Việt kiều hoặc đã học phổ thông trước cải cách giáo dục.
3. Thế hệ thụ hưởng cải cách giáo dục với tên chữ "a bờ cờ" (đọc thêm âm).
4. Thế hệ thụ hưởng cải cách giáo dục thứ 2 với tên chữ "a bê xê" (đọc theo tên tiếng Pháp).
5. Thế hệ thụ hưởng cải cách giáo dục thứ 3 với tên chữ "ây bi xi" (đọc theo phát âm tiếng Anh).

## Bảng chữ cái

### Bảng chữ cái hiện tại
Bảng chữ cái Latinh cho tiếng Việt hiện tại có 29 chữ cái:
| Chữ hoa    | A | Ă | Â | B | C | D | Đ | E | Ê | G | H | I | K | L | M | N | O | Ô | Ơ | P | Q | R | S | T | U | Ư | V | X | Y |
| Chữ thường | a | ă | â | b | c | d | đ | e | ê | g | h | i | k | l | m | n | o | ô | ơ | p | q | r | s | t | u | ư | v | x | y |

So với bảng chữ cái tiếng Anh, bảng chữ cái tiếng Việt giống 22 chữ cái. Có 7 chữ cái biến thể bằng cách thêm dấu là Ă-Â-Đ-Ê-Ô-Ơ-Ư. 4 chữ cái trong bảng chữ cái tiếng Anh không có trong bảng chữ cái tiếng Việt là F-J-W-Z.
Mỗi chữ cái đều có hai hình thức viết lớn và nhỏ. Kiểu chữ lớn gọi là "chữ hoa" (chữ in hoa, chữ viết hoa). Kiểu chữ nhỏ gọi là "chữ thường" (chữ in thường, chữ viết thường).
Chữ quốc ngữ có 11 chữ ghép biểu thị phụ âm gồm:
- 10 chữ ghép đôi: ch, gh, gi, kh, ng, nh, ph, qu, th, tr
- 1 chữ ghép ba: ngh

Chữ ghép là tổ hợp gồm từ hai chữ cái trở lên được dùng để ghi lại một âm vị hoặc một chuỗi các âm vị có cách phát âm không giống với âm vị mà các chữ cái trong tổ hợp chữ cái đó biểu thị. Chữ ghép đôi là chữ ghép có hai chữ cái, chữ ghép ba là chữ ghép có ba chữ cái.

### Bảng chữ cái tiếng Việt trongTừ điển An Nam – Bồ Đào Nha – La-tinh
Bảng chữ cái La-tinh tiếng Việt trong Từ điển An Nam – Bồ Đào Nha – La-tinh in năm 1651 của Đắc Lộ (dưới đây gọi tắt là Từ điển) có 23 chữ cái là:
| Chữ hoa    | A | B | ꞗ | C | D | đ | E | G | H | I | K | L | M | N | O | P | Q | R | S   | T | V   | X | Y |
| Chữ thường | a | b | ꞗ | c | d | đ | e | g | h | i | k | l | m | n | o | p | q | r | ſ/s | t | v/u | x | y |

Bảng chữ cái tiếng Việt trong Từ điển có ít chữ cái hơn bảng chữ cái tiếng Việt đương đại. Các ký hiệu ă, â, ê, ô, ơ, ư, được xem là chữ cái trong bảng chữ cái tiếng Việt đương đại, đều đã có trong Từ điển nhưng tác giả của Từ điển không xem chúng là chữ cái độc lập. Trong Từ điển, mọi ký hiệu được cấu thành từ một tự mẫu nguyên âm và một hoặc hai dấu phụ, thí dụ như à, ạ, ă, ằ, ặ, đều không được xem là một tự mẫu riêng biệt khác với tự mẫu nguyên âm xuất hiện trong ký hiệu đó,à, ạ, ă, ằ, ặ đều chỉ được xem là tự mẫu a mang dấu phụ chứ không được xem là những tự mẫu khác với tự mẫu a.
Trong bảng chữ cái tiếng Việt trong Từ điển có một chữ cái nay không còn được sử dụng để ghi chép tiếng Việt và không có trong bảng chữ cái tiếng Việt hiện hành là chữ b đuôi quặp ꞗ. Chữ này được dùng để ghi âm sát đôi môi hữu thanh /β/.
Hai tự mẫu ꞗ và đ trong Từ điển không có hình thức chữ hoa và chữ thường. ꞗ và đ không phải là chữ thường mà cũng chẳng phải là chữ hoa của hai chữ. Nếu chỉ viết hoa địa danh bằng chữ hoa có trong Từ điển thì tên gọi của hai tỉnh Đồng Nai và Lâm Đồng ở Việt Nam sẽ phải viết là đồng Nai và Lâm đồng. Hiện nay, tự mẫu đ đã có hình thức chữ hoa và chữ thường, đ được xem là hình thức chữ thường của tự mẫu đ, còn hình thức chữ hoa của tự mẫu này là Đ.
Chữ s thường trong Từ điển có hai kiểu là chữ s dài ſ và chữ s ngắn s. Trong chữ quốc ngữ đương đại, chữ s dài ſ không còn được dùng nữa, chữ s ngắn s là hình thức chữ thường duy nhất của chữ s.
Chữ v thường trong Từ điển có hai kiểu là chữ v đáy nhọn v và chữ v đáy cong u. Vào thế kỷ 17, v và u chưa được xem là hai chữ cái riêng biệt, u chỉ được xem là biến thể của chữ v.

### Thêm hay không thêm bốn tự mẫuf,j,w,zvào bảng chữ cái tiếng Việt?
Bốn chữ cái F, J, W, Z vốn có trong bảng chữ cái tiếng Pháp, tiếng Anh hiện không được coi là chính thức trong tiếng Việt cũng như trong quy ước chung về tiếng phổ thông.
Tuy nhiên trong văn bản hành chính chính thức thì các chữ cái này vẫn được sử dụng để viết các tên riêng theo tiếng của các dân tộc khác nhau. Ví dụ như tên các xã Zuôih, Jơ Ngây, Za Hung,... ở huyện Nam Giang, Quảng Nam, xã Ea Wy huyện Ea H'leo, xã Cư Ê Wi huyện Cư Kuin,... ở tỉnh Đắk Lắk, huyện Cư Jút ở tỉnh Đăk Nông. Ngoài ra là cách ghép vần "phi Việt ngữ" như uôih, uôp, h'l, k't, kr,... cũng tùy nghi được sử dụng.
Hay như chính Chủ tịch Hồ Chí Minh khi tự tay viết di chúc đã sử dụng chữ F thay chữ PH.
Điều này thể hiện sự thiếu chặt chẽ về pháp lý, nhưng tại Việt Nam vẫn được mặc nhiên thừa nhận. Đã có ý kiến cho rằng "F, J, W, Z không thể nằm ngoài bảng chữ cái" . Nó cần thiết trong việc xây dựng tiếng phổ thông bao quát được các thành tố cơ bản trong ngôn ngữ của đất nước, đảm bảo chặt chẽ trong các văn bản pháp lý, cũng như cần đưa vào giảng dạy để học sinh đọc đúng tên quê mình. Tuy nhiên sự việc không thuộc nhóm cấp thiết và không gây chết người nên chưa có cấp nào quan tâm chỉ đạo và giải quyết. Cá biệt có học giả hàn lâm thì cho rằng tiếng Việt có chữ viết là đầy đủ rồi.

### Tên gọi các chữ cái
Tất cả tên gọi các chữ cái trong tiếng Việt đều được bắt nguồn từ tiếng Pháp. Chúng thường được dùng để đánh vần hoặc gọi tên viết tắt như VTV (vê-tê-vê), HTV (hắt-tê-vê),...
| STT | Chữ cái | Tên chữ  |    | STT | Chữ cái         | Tên chữ |
| --- | ------- | -------- | -- | --- | --------------- | ------- |
| 1   | A       | a        | 16 | N   | en-nờ/nờ        |         |
| 2   | Ă       | á        | 17 | O   | o               |         |
| 3   | Â       | ớ        | 18 | Ô   | ô               |         |
| 4   | B       | bê/bờ    | 19 | Ơ   | ơ               |         |
| 5   | C       | xê/cờ    | 20 | P   | pê/pờ           |         |
| 6   | D       | dê/dờ    | 21 | Q   | quy             |         |
| 7   | Đ       | đê/đờ    | 22 | R   | e-rờ/rờ         |         |
| 8   | E       | e        | 23 | S   | ét-xì/sờ (nặng) |         |
| 9   | Ê       | ê        | 24 | T   | tê/tờ           |         |
| 10  | G       | giê/gờ   | 25 | U   | u               |         |
| 11  | H       | hắt/hờ   | 26 | Ư   | ư               |         |
| 12  | I       | i (ngắn) | 27 | V   | vê/vờ           |         |
| 13  | K       | ka       | 28 | X   | ích-xì/xờ (nhẹ) |         |
| 14  | L       | e-lờ/lờ  | 29 | Y   | y (dài)         |         |
| 15  | M       | em-mờ/mờ |    |     |                 |         |

Tên gọi của hai cặp chữ cái nguyên âm "a", "ă" và "ơ", "â" chỉ khác về thanh điệu. Chúng biểu thị các biến thể dài ngắn của cùng một nguyên âm, với "a", "ă' là nguyên âm /a/, với "ơ" và "â" là nguyên âm /ə/. Vì trong tiếng Việt khi /a/ và /ə/ là âm tiết thì không có sự phân biệt về độ dài của nguyên âm nên tên gọi của hai cặp chữ cái "a", "ă" và "ơ", "â" phải mang thanh điệu khác nhau để tránh cho chúng trở thành đồng âm.
Bốn chữ cái F, J, W và Z hiện tại được coi là không có trong bảng chữ cái quốc ngữ, nhưng trong đời sống có thể bắt gặp chúng trong các từ ngữ có nguồn gốc từ các ngôn ngữ khác. Trong tiếng Việt bốn chữ cái này có tên gọi như sau:
- F-f: ép/ép-phờ. Bắt nguồn từ tên gọi của chữ cái này trong tiếng Pháp là "effe" /ɛf/. Chữ này thường mang âm tương ứng với cặp chữ PH trong tiếng Việt.
- J-j: gi. Bắt nguồn từ tên gọi của chữ cái này trong tiếng Pháp là "ji" /ʒi/. Chữ này thường mang âm tương ứng với cặp chữ GI trong tiếng Việt.
- W-w: vê kép, vê đúp (cũ), đáp-lưu. Bắt nguồn từ tên gọi của chữ cái này trong tiếng Pháp là "double vé" /dubləve/. Chữ này thường mang âm tương ứng với chữ O và U nếu sau 2 chữ này là nguyên âm trong tiếng Việt.
- Z-z: dét. Bắt nguồn từ tên gọi của chữ cái này trong tiếng Pháp là "zède" /zɛd/. Chữ này thường mang âm tương ứng với chữ D trong tiếng Việt.

Hiện đang có ý kiến cho rằng, cần bổ sung thêm bốn chữ cái F, J, W và Z vào bảng chữ cái quốc ngữ để hợp thức hóa cách sử dụng để đáp ứng sự phát triển của tiếng Việt hiện đại (như F thay PH, J thay GI để giảm ký tự, tránh nhầm sang âm "ghi", Z thay D để tránh nhầm sang âm "đờ" của Đ). Mặc dù không có các chữ cái F, J, W và Z trong bảng chữ cái, người Việt khi gặp các chữ cái này trong các từ họ thường phiên âm từ ra để đọc chính xác hoặc họ đọc theo kiểu tiếng Anh.

## Chữ viết tay

Bảng chữ viết tay tiếng Việt

Thể chữ viết tay của chữ cái Latinh gồm hai loại loại lớn là thể chữ in và thể chữ thảo, mỗi thể chữ này lại bao gồm nhiều thể chữ khác nhau. Trong thể chữ in tự hình của các chữ cái gần giống như các chữ được in trên sách báo, các chữ cái được viết tách rời, không nối với nhau. Trong thể chữ thảo các chữ cái được nối liền với nhau. Thể chữ in dễ đọc nhưng viết chậm, thể chữ thảo viết nhanh hơn nhưng khó đọc hơn. Các trường học ở Việt Nam không dạy thể chữ in, chỉ dạy thể chữ thảo. Trong thực tế, không như những gì được dạy ở nhà trường, hầu hết người Việt Nam viết một thứ chữ pha trộn gồm cả chữ thảo lẫn chữ in. Các chữ hoa thường được viết theo thể chữ in vì chúng dễ viết hơn.
Thể chữ thảo được dạy trong các trường học ở Việt Nam là thể chữ tròn Anh quốc. Thể chữ tròn Anh quốc ra đời ở Anh cuối thế kỷ XVII, trên cơ sở cải biến thể chữ tròn Pháp quốc (còn gọi là thể "chữ rông" ["rông" là phiên âm từ Pháp "ronde" có nghĩa là tròn, hình tròn]). Như tên gọi của nó thể chữ tròn Pháp quốc do người Pháp tạo ra. Đến thế kỷ thứ XVIII thể chữ tròn Anh quốc được truyền bá và sử dụng rộng rãi khắp châu Âu, trong đó có nước Pháp, nơi cung cấp chất liệu để tạo nên thể chữ tròn Anh quốc.

## Chính tả
Chính tả chữ Quốc ngữ là một quy định xã hội thống nhất cần tuân theo. Ý thức viết đúng chính tả là ý thức văn hóa. Những quy tắc chính tả dưới đây đã được tham khảo rất nhiều qua những thảo luận về chính tả tiếng Việt, thậm chí đã quay ngược lại lịch sử từ năm 1902 khi Hội nghị Khảo cứu Viễn Đông được tổ chức tại đây, vấn đề về chữ Quốc ngữ đã được Ủy ban Cải cách chữ Quốc ngữ đề nghị lên chính phủ Toàn quyền lúc bấy giờ. Từ đó tới nay, đã có rất nhiều thảo luận được tổ chức nên đã giúp quy tắc chính tả tiếng Việt dần được điển chế hoá tới một mức độ khả quan hơn. Song song đó, sự phát triển của khoa học công nghệ, đặc biệt là sự chuẩn hoá của mã chữ Unicode đã mang tính quyết định trong việc hệ thống hoá những quy tắc về chính tả tiếng Việt.
Hiện nay phần lớn các văn bản trong nước được viết chủ yếu là theo những "Quy định về chính tả tiếng Việt và về thuật ngữ tiếng Việt" áp dụng cho các sách giáo khoa, báo và văn bản của ngành giáo dục nêu tại Quyết định của Bộ Giáo dục số 240/QĐ ngày 5 tháng 3 năm 1984  do những người thụ hưởng giáo dục đó sau này ra làm việc trong mọi lĩnh vực xã hội.

### Quan hệ đối ứng giữa chính tả chữ quốc ngữ và ngữ âm tiếng Việt

#### Chữ cái phụ âm đứng đầu từ chính tả và âm đối ứng
Phụ âm đầu trong chữ quốc ngữ là các chữ cái phụ âm và chữ ghép đứng đầu từ. Ví dụ: xem có phụ âm đầu là x, phim có phụ âm đầu là ph. Chữ quốc ngữ có 17 chữ cái phụ âm (b, c, d, đ, g, h, k, l, m, n, p, q, r, s, t, v, x) và 11 chữ ghép (ch, gh, gi, kh, ng, ngh, nh, ph, qu, th, tr). Tất cả các chữ cái phụ âm và chữ ghép trong chữ quốc ngữ đều có thể làm phụ âm đầu.
| Chữ cái phụ âm đứng đầu từ chính tả | Âm đối ứng (ghi bằng ký hiệu ngữ âm quốc tế) | Âm đối ứng (ghi bằng ký hiệu ngữ âm quốc tế) | Chú giải |
| Chữ cái phụ âm đứng đầu từ chính tả | Phương ngữ miền Bắc                          | Phương ngữ miền Nam                          | Chú giải |
| ----------------------------------- | -------------------------------------------- | -------------------------------------------- | --- |
|                                     | /ʔ/                                          | /ʔ/                                          | âm đầu /ʔ/ không được thể hiện trên chính tả. |
| b                                   | /ɓ/                                          | /ɓ/                                          | Đừng nhầm ký hiệu /ɓ/ với chữ b. |
| c                                   | /k/                                          | /k/                                          | Giống chữ K |
| ch                                  | /tɕ/                                         | /c/                                          | Trong phương ngữ miền Bắc ch ở đầu từ và tr đồng âm với nhau, cả hai đều được phát âm là /tɕ/. Âm /ʈ͡ʂ/ đang dần biến mất khỏi phương ngữ miền Nam. Ngày càng có nhiều người nói phương ngữ miền Nam phát âm ch ở đầu từ và tr giống nhau, cả hai đều được phát âm là /c/. Đừng nhầm ký hiệu /t͡ɕ/ với ký hiệu /ʈ͡ʂ/. /t͡ɕ/ là ký hiệu ngữ âm quốc tế của âm tắc xát chân răng-vòm vô thanh. /ʈ͡ʂ/ là ký hiệu ngữ âm quốc tế của âm tắc xát quặt lưỡi vô thanh. /c/ là ký hiệu ngữ âm quốc tế của âm tắc vòm vô thanh. |
| d                                   | /z/                                          | /j/                                          | Giống chữ Z trong các ngôn ngữ khác. Trong phương ngữ miền Bắc d, gi, r đồng âm với nhau, cả ba chữ này đều được phát âm là /z/. Trong phương ngữ miền Nam d, gi, v đồng âm với nhau, cả ba chữ này đều được phát âm là /j/. |
| đ                                   | /ɗ/                                          | /ɗ/                                          | Đừng nhầm ký hiệu /ɗ/ với chữ d. Phần lớn các ngôn ngữ khác sử dụng chữ D. |
| g                                   | /ɣ/                                          | /ɣ/                                          | G được phát âm là /ɣ/ khi sau g là một trong tám chữ cái nguyên âm sau: a, ă, â, o, ô, ơ, u, ư. Ví dụ: gà, gặt, gấp, gọt, gối, gỡ, guốc, gương.G biến đổi thành dạng "gh" khi đứng trước các nguyên âm i, e, ê. |
| gh                                  | /ɣ/                                          | /ɣ/                                          | G biến đổi thành dạng "gh" khi đứng trước các nguyên âm i, e, ê. Do trong tiếng Bồ Đào Nha, vì g đứng trước i, e, ê sẽ mang âm giống "gi" (như từ gen đọc là "gien"). |
| gi                                  | /z/                                          | /j/                                          | Gần giống chữ J trong các ngôn ngữ khác. Trong phương ngữ miền Bắc gi, d, r đồng âm với nhau, cả ba chữ này đều được phát âm là /z/. Trong phương ngữ miền Nam gi, d, v đồng âm với nhau, cả ba chữ này đều được phát âm là /j/. Trong các từ gì (vần i), gí (vần i) gích (vần ích), gìm (vần im), gìn (mang vần in), gíp (mang vần íp), giếc (mang vần iếc), giêng (vần iêng), giếng (mang vần iêng), giết (mang vần iết), giễu (mang vần iêu),..., theo đúng lối ghép chữ thì phải có hai chữ i nhưng đã có sự giản lược một ký tự 'i'. Tại miền Bắc, theo truyền thống để giúp phân biệt chính tả, một số nhà trường dạy học sinh phát âm d là /z/, gi là /ʒ/, r là /r/ như chữ Quốc ngữ đã ghi, khác với cách phát âm của phương ngữ Trung - Nam Bộ. Tại miền Nam, các nhà trường dạy học sinh phát âm d là /j/, gi là /z/. Tuy nhiên cả hai cách phát âm trên chỉ nhằm mục đích giúp học sinh phân biệt chính tả, hiếm khi thấy có trong thực tiễn phát âm hàng ngày. |
| h                                   | /h/                                          | /h/, ∅                                       | Trong phương ngữ miền Nam chữ h thường không được phát âm trong trường hợp đứng trước âm đệm /w/, cụ thể trong hai trường hợp sau: 1. Sau chữ h là chữ u, sau chữ u là một trong bốn chữ â, ê, ơ, y. Ví dụ: huân, huênh, huơ, huýt. 2. Sau chữ h là chữ o, sau chữ o là một trong ba chữ a, ă, e. Ví dụ: hoàng, hoặc, hoè. |
| k                                   | /k/                                          | /k/                                          | Giống chữ C |
| kh                                  | /x/                                          | /x/                                          | Trong phương ngữ Nam Bộ, /x/ còn được phát âm bật hơi /kh/. Cách phát âm này cũng bắt gặp ở một vài thổ ngữ Bắc Trung Bộ hay cách phát âm của người cao tuổi vùng nông thôn Bắc Bộ. Ở Nam Bộ, chùm /xw/ có thể bị thay thế bằng /f/. Cách phát âm này không xuất hiện ở người có trình độ học thức. |
| l                                   | /l/                                          | /l/                                          | Tại các địa phương thuộc Đông Bắc Bộ (trừ trung tâm Hà Nội), hai phụ âm /l/ và /n/ bị lẫn lộn với nhau. Dân gian gọi đây là hiện tượng nói ngọng. |
| m                                   | /m/                                          | /m/                                          | |
| n                                   | /n/                                          | /n/                                          | Tại các địa phương thuộc Đông Bắc Bộ (trừ trung tâm Hà Nội), hai phụ âm /l/ và /n/ bị lẫn lộn với nhau. Dân gian gọi đây là hiện tượng nói ngọng. |
| ng                                  | /ŋ/                                          | /ŋ/                                          | Chữ Ng biến đổi thành dạng Ngh khi đứng trước các nguyên âm i, e, ê. Ở Nam Bộ âm ŋ/ có thể bị lược khi đứng trước âm /w/. |
| ngh                                 | /ŋ/                                          | /ŋ/                                          | Chữ Ng biến đổi thành dạng Ngh khi đứng trước các nguyên âm i, e, ê. Ở Nam Bộ âm ŋ/ có thể bị lược khi đứng trước âm /w/. |
| nh                                  | /ɲ/                                          | /ɲ/                                          | |
| p                                   | /p, ɓ/                                       | /p, ɓ/                                       | Chữ p được phát âm như b trong phương ngữ miền Nam. |
| ph                                  | /f/                                          | /f/                                          | Ở một số địa phương thuộc vùng nông thôn Nam Bộ Việt Nam ph được phát âm là /ph/. Cách phát âm này cũng bắt gặp ở một vài thổ ngữ Bắc Trung Bộ hay cách phát âm của người cao tuổi vùng nông thôn Bắc Bộ. Một vài nơi còn phát âm bằng âm môi-môi /ɸ/ như Lý Sơn (Quảng Ngãi). |
| q                                   | /k/                                          | ∅                                            | Chữ q trong phương ngữ miền Nam không được phát âm. Q được người nói phương ngữ miền Nam phát âm là /k/ khi người ta phát âm dựa theo chính tả. |
| qu                                  | /kʷ/                                         | /w/                                          | Chữ q trong phương ngữ miền Nam không được phát âm. Q được người nói phương ngữ miền Nam phát âm là /k/ khi người ta phát âm dựa theo chính tả. |
| o/u                                 | /w/                                          | /ʔʷ/                                         | Chữ o/u vừa làm âm đầu: [ vd: oai = /ʔʷaj/ ] vừa làm bán nguyên âm (âm lướt)[ vd khoa = /xʷa/ ] nhưng bản chất của nó là ʷ: labialization (sự môi hóa) Trong phương ngữ miền Bắc chữ o/u khi đứng đầu sẽ hoàn toàn biến thành âm w. Trong phương ngữ miền Trung, Nam chữ o/u đôi khi cũng bị biến đổi thành w. |
| r                                   | /z/, /r/                                     | /r/, /ɹ/, /ʐ/                                | Trong phương ngữ miền Bắc r, d, gi đồng âm với nhau, cả ba chữ này đều được phát âm là /z/.. Tuy vậy trong các từ vay mượn r lại được đọc là /ɹ/. Ở một số tỉnh miền Bắc như Nam Định, Thái Bình, chữ r được phát âm theo cách rung lưỡi /r/. Cách phát âm tương tự cũng xuất hiện ở một vài tỉnh miền Trung. Ở miền Trung (Huế) chữ r được phát âm quặt lưỡi /ʐ/. Trong thơ ca dân gian và truyền thống ở Trung và Nam bộ, chữ r được phát âm là /ʐ/. Khi hát dân ca Trung và Nam bộ, ca sĩ luôn hát chữ r (bó rơm, rừng tràm) bằng âm /ʐ/. Ở Nam Trung Bộ và đa số các tỉnh miền Nam, chữ r thường được phát âm là /ɹ/ khi giao tiếp hằng ngày. Ngoài ra cũng còn nhiều biến thể tự do khác nữa. Phương ngữ Nam bộ, đặc biệt là ở Tây Nam Bộ, chữ r thường được phát âm giống chữ g. |
| s                                   | /s/                                          | /s, ʂ/                                       | Trong phương ngữ miền Bắc s đồng âm với x, cả hai đều được phát âm là /s/. Âm /ʂ/ đang dần biến mất khỏi phương ngữ miền Nam. Ngày càng có nhiều người nói phương ngữ miền Nam phát âm s và x giống nhau, cả hai đều được phát âm là /s/ giống như phương ngữ miền Bắc. Khi hát dân ca Trung và Nam bộ, chữ s luôn được phát âm là /ʂ/ để phân biệt với x. Ví dụ: dòng sông, sóng xô. Đừng nhầm ký hiệu /s/ với ký hiệu /ʂ/. /s/ là ký hiệu ngữ âm quốc tế của âm xát xuýt chân răng vô thanh. /ʂ/ là ký hiệu ngữ âm quốc tế của âm xát quặt lưỡi vô thanh. |
| t                                   | /t̪/                                          | /t̪/                                          | |
| th                                  | /t̪ʰ/                                         | /t̪ʰ/                                         | |
| tr                                  | /t͡ɕ/                                         | /c, ʈ͡ʂ/                                      | Trong phương ngữ miền Bắc tr và ch ở đầu từ đồng âm với nhau, cả hai đều được phát âm là /t͡ɕ/. Âm /ʈ͡ʂ/ đang dần biến mất khỏi phương ngữ miền Nam. Ngày càng có nhiều người nói phương ngữ miền Nam phát âm ch ở đầu từ và tr giống nhau, cả hai đều được phát âm là /c/. Khi hát dân ca Trung và Nam bộ, chữ tr luôn được phát âm là /ʈ͡ʂ/ để phân biệt với ch. Ví dụ: Thủy triều, em đi trên cỏ non. Đừng nhầm ký hiệu /t͡ɕ/ với ký hiệu /ʈ͡ʂ/. /t͡ɕ/ là ký hiệu ngữ âm quốc tế của âm tắc xát chân răng-vòm vô thanh. /ʈ͡ʂ/ là ký hiệu ngữ âm quốc tế của âm tắc xát quặt lưỡi vô thanh. /c/ là ký hiệu ngữ âm quốc tế của âm tắc vòm vô thanh. |
| v                                   | /v/                                          | /j/                                          | Chữ v thường được người nói phương ngữ miền Nam phát âm là /j/, đồng âm với d, gi. V được người nói phương ngữ miền Nam phát âm là /vj/ hoặc /ɓj/ để phân biệt với d, g, gi khi người ta phát âm dựa theo chính tả. |
| x                                   | /s/                                          | /s/                                          | Trong phương ngữ miền Bắc x và s đồng âm với nhau, cả hai đều được phát âm là /s/. Trong phương ngữ miền Nam người nào phát âm chữ s là /s/ thì x sẽ đồng âm với s, người nào phát âm chữ s là /ʂ/ thì x và s không đồng âm. Âm /ʂ/ đang dần biến mất khỏi phương ngữ miền Nam. Ngày càng có nhiều người nói phương ngữ miền Nam phát âm hai chữ s, x là /s/ giống như phương ngữ miền Bắc. Đừng nhầm ký hiệu /s/ với ký hiệu /ʂ/. /s/ là ký hiệu ngữ âm quốc tế của âm xát xuýt chân răng vô thanh. /ʂ/ là ký hiệu ngữ âm quốc tế của âm xát quặt lưỡi vô thanh. |

#### Vần chính tả chữ quốc ngữ
Tiếng Việt hiện đại có khoảng 200 vần, tiếng là một âm thanh được ghi lại gọi là chữ gồm năm yếu tố: Phụ âm đầu, Âm đệm, Âm chính, Âm cuối, và thanh điệu. Vần hay còn gọi âm vận nên không có phụ âm đầu và có thể vắng mặt nhiều yếu tố trên, nhưng âm chính và thanh điệu luôn luôn phải có. Vần được chia ra như sau:
- Vần đơn: Chỉ có một nguyên âm và thanh điệu (a,e,o,u,..)
- Vần ghép: Do nhiều nguyên âm hợp lại và thanh điệu mà thành (ai, ay, oai,...).Vần ghép có thể là nguyên âm đôi hoặc nguyên âm ba.
- Vần trơn: Có nguyên âm ở cuối và thanh điệu (ai, êu, oai, ươi,...).
- Vần cản: Có phụ âm theo sau và thanh điệu (ac, ach, am, an, ang, anh, ap, at,...).

+ A
- a, ac, ach, ai, am, an, ang, anh, ao, ap, at, au, ay.
Phụ âm đầu: /ʔ/, b, c, ch, d, đ, g, gi, h, kh, l, m, n, ng, nh, ph, qu, r, s, t, th, tr, v, x.
Lưu ý: âm đầu /ʔ/ không được thể hiện trên chính tả.
+ Ă
- ăc, ăm, ăn, ăng, ăp, ăt.
Phụ âm đầu: /ʔ/, b, c, ch, d, đ, g, gi, h, kh, l, m, n, ng, nh, ph, qu, r, s, t, th, tr, v, x.
+ Â
- âc, âm, ân, âng, âp, ât, âu, ây.
Phụ âm đầu: /ʔ/, b, c, ch, d, đ, g, gi, h, kh, l, m, n, ng, nh, ph, qu, r, s, t, th, tr, v, x.
+ E
- e, ec, em, en, eng, eo, ep, et.
Phụ âm đầu: /ʔ/, b, ch, d, đ, gh, gi, h, k, kh, l, m, n, ngh, nh, ph, qu, r, s, t, th, tr, v, x.
+ Ê
- ê, êch, ênh, êm, ên, êp, êt, êu.
Phụ âm đầu: /ʔ/, b, ch, d, đ, gh, gi, h, k, kh, l, m, n, ngh, nh, ph, qu, r, s, t, th, tr, v, x.
Lưu ý: gi chỉ thực sự đứng trước 3 vần: ê, ênh, êch. Khi ghép với các vần còn lại nó gây ra tranh cãi về cách đọc (chẳng hạn giền có thể hiểu là gi+iền hoặc gi+ền nhưng cũng có thể lưu ý là chữ gen đọc là (gi+en) lược mất đi chữ i nên gên có thể đọc là (gi+ên))
+ I
Gồm các vần:
1. i, ich, im, in, inh, ip, it, iu.
2. ia, iêc, iêm, iên, iêng, iêp, iêt, iêu.
Phụ âm đầu: /ʔ/, b, ch, d, đ, gh, gi, h, k, kh, l, m, n, ngh, nh, ph, qu, r, s, t, th, tr, v, x.
Lưu ý:
- Khi gi ghép với các vần bắt đầu với i thì một chữ i bị giản lược, trừ trường hợp gi+ia=gia.
- Khi qu ghép với i thì chuyển i thành y, ví dụ: qu+i=quy, qu+iên=quyên. qu không ghép với vần ia

+ O
- Gồm các vần:
1. o, oc, oi, om, on, ong, op, ot, oong, ooc.
Phụ âm đầu: /ʔ/, b, c, ch, d, đ, g, gi, h, kh, l, m, n, ng, nh, ph, qu, r, s, t, th, tr, v, x.
Lưu ý: Âm đệm không đứng trước nguyên âm o, trừ ngoại lệ: "quọ".
2. oa, oac, oach, oai, oam, oan, oang, oanh, oao, oap, oat, oay,
- oăc, oăm, oăn, oăng, oăt,
- oe, oen, oeo, oet; oem, oeng (hiếm gặp).
Phụ âm đầu: /ʔ/, b, ch, d, đ, g, gi, h, kh, l, m, n, ng, nh, ph, r, s, t, th, tr, v, x.
+ Ô
- ô, ôc, ôi, ôm, ôn, ông, ôp, ôt.
Phụ âm đầu: /ʔ/, b, c, ch, d, đ, g, gi, h, kh, l, m, n, ng, nh, ph, r, s, t, th, tr, v, x.
+ Ơ
- ơ, ơi, ơm, ơn, ơp, ơt.
Phụ âm đầu: /ʔ/, b, c, ch, d, đ, g, gi, h, kh, l, m, n, ng, nh, ph, qu, r, s, t, th, tr, v, x.
+ U
- Gồm các vần:
1. u, uc, ui, um, un, ung, up, ut.
Phụ âm đầu: /ʔ/, b, c, ch, d, đ, g, gi, h, kh, l, m, n, ng, nh, ph, r, s, t, th, tr, v, x.
2. ua, uôc, uôi, uôm, uôn, uông, uôt.
Phụ âm đầu: /ʔ/, b, c, ch, d, đ, g, gi, h, kh, l, m, n, ng, nh, ph, q, r, s, t, th, tr, v, x.
Lưu ý: Âm /k/ khi đứng trước nguyên âm đôi ua/uô được ghi lại bằng c, ngoại lệ duy nhất là "quốc" được ghi lại bằng q để khu biệt ý nghĩa: q+uốc = quốc
3. uây, uân, uâng, uât
- uơ.
- uê, uênh, uêch.
- uy, uych, uynh, uyt, uyu; uyn, uyp. (chỉ gặp trong từ mượn).
- uya, uyên, uyêt.
Phụ âm đầu: /ʔ/, b, c, ch, d, đ, g, gi, h, kh, l, m, n, ng, nh, ph, r, s, t, th, tr, v, x.
+ Ư
- Gồm các vần:
1. ư, ưc, ưi, ưu, ưng, ưt, ưm (hiếm gặp; có ừm (ừ; biểu thị ý kiến tán thành), hừm (tiếng phát ra khi người ta suy nghĩ, trầm ngâm)).
2. ưa, ươc, ươi, ươm, ươn, ương, ươp, ươt, ươu.
Phụ âm đầu: /ʔ/, b, c, ch, d, đ, g, gi, h, kh, l, m, n, ng, nh, ph, r, s, t, th, tr, v, x.
+ Y
- Gồm các vần:
1. y.
Phụ âm đầu: /ʔ/, h, k, l, m, qu, t, n, s, th, v (hiếm gặp - chỉ xuất hiện trong tên riêng như: Ny, Sỹ, Thy, Vy, Vỹ).
2. yêm, yên, yêng, yêt, yêu. 
Phụ âm đầu: /ʔ/.
Danh sách trên chỉ gồm các vần có mặt trong tiếng Việt toàn dân, một số vần cổ như: ơng (cơng cơng), uyêc (tuyếc-bin), ơu (nớu),... hay chỉ xuất hiện tại một vùng phương ngữ nào đó như: ôông, ôôc, ưn, êng,... không được liệt kê.

##### Chữ cái nguyên âm trong vần chính tả và âm đối ứng
Có 11 ký tự nguyên âm đơn A, Ă, Â, E, Ê, I/Y, O, Ô, Ơ, U, Ư.
Ngoài các nguyên âm đơn, trong tiếng Việt còn có: 26 nguyên âm đôi, còn gọi là trùng nhị âm (AI, AO, AU, ÂU, AY, ÂY, EO, ÊU, IA/IÊ (còn viết là: YA/YÊ), IU, OA, OĂ, OE, OI, ÔI, ƠI, OO, ÔÔ, UA/UÔ, UÂ, ƯA/ƯƠ, UÊ, UI, ƯI, UƠ, ƯU, UY) và 12 nguyên âm ba hay trùng tam âm (IÊU/YÊU, OAI, OAO, OAY, OEO, UAO, UÂY, UÔI, ƯƠI, ƯƠU, UYA/UYÊ, UYU).
Có các nguyên âm: Ă, Â, IÊ/YÊ, OĂ, OO, ÔÔ, UÂ, UÔ, ƯƠ, UYÊ bắt buộc phải thêm phần âm cuối được chia theo quy tắc đối lập bổ sung như sau:
- Bắt buộc thêm nguyên âm cuối, hoặc phụ âm cuối: Â, IÊ/YÊ, UÂ, UÔ, ƯƠ.
- Bắt buộc thêm phụ âm cuối: Ă, OĂ, OO, ÔÔ, UĂ, UYÊ.

Có 4 nguyên âm ghép có thể đứng tự do một mình hoặc thêm âm đầu, cuối, hoặc cả đầu lẫn cuối: OA, OE, UÊ, UY.
Như vậy ta chỉ có 29 nguyên âm ghép không thêm được phần âm cuối là: AI, AO, AU, ÂU, AY, ÂY, EO, ÊU, IA (Dạng biến thể của IÊ), IÊU/YÊU, IU, OI, ÔI, ƠI, OAI, OAO, OAY, OEO, UA (Dạng biến thể của UÔ), UI, ƯA (Dạng biến thể của ƯƠ), ƯI, ƯU, UÂY, UÔI, ƯƠI, ƯƠU, UYA (Dạng biến thể của UYÊ) và UYU. Trong phát âm và viết thành chữ Quốc ngữ thì việc lên xuống, kéo dài âm từ để biểu hiện từ tượng thanh, tượng hình và lớn, nhỏ... luôn là việc cần thiết.
Có mối liên hệ phức tạp giữa nguyên âm và cách phát âm của chúng. Một nguyên âm có thể biểu thị cho vài cách phát âm khác nhau, tùy theo nó nằm trong nguyên âm đơn, đôi hay ba, và nhiều khi các cách viết nguyên âm khác nhau tượng trưng cho cùng một cách phát âm.
Bảng sau cho biết các cách phát âm có thể tương ứng với từng cách viết nguyên âm:
| Cách viết | Phát âm         | Cách viết | Phát âm            |
| --------- | --------------- | --------- | ------------------ |
| a         | /ɐː/, /ɐ/, /a:/ | o         | /ɔ/, /ɐw/, /w/,/ʷ/ |
| ă         | /ɐ/,/ʌ/,/a/     | ô         | /o/, /ɜw/,/ou/     |
| â         | /ə/             | ơ         | /əː/               |
| e         | /ɛ/,/æ/         | u         | /u/, /w/,/ʷ/       |
| ê         | /e/, /ei/       | ư         | /ɨ/,[ɯ]            |
| i         | /i/, /j/        | y         | /i/, /j/, /i:/     |

Hiện nay các nhà ngôn ngữ học chưa có sự thống nhất hoàn toàn về số lượng nguyên âm trong tiếng Việt. Tuy nhiên, quan điểm phổ biến cho rằng tiếng Việt có 13 nguyên âm đơn, 3 nguyên âm đôi và không có nguyên âm ba, gồm: /i, e, ε, ɤ, ɤˇ, a, ɯ, ă, u, o, ɔ, ɔˇ, εˇ, ie, ɯɤ, uo/.
Bảng sau cho biết các cách viết có thể tương ứng với từng cách phát âm nguyên âm đơn:
| /i/ - i (ngắn) i: /si/ = cây si, kĩ tính. 1. phân biệt với y khi tả âm, tượng hình như: hi hi thay vì hy hy. ti hí, hủ hỉ. - y (dài) y: /mi/ = Mỹ (là từ Hán-Việt), kỹ thuật. - sẽ là y nếu 1. Bắt đầu một từ: /iɜw/ = yêu. (không áp dụng cho nguyên âm đôi, nguyên âm ba) 2. Dùng cho danh từ có phụ âm đơn đứng trước 3. Đứng riêng độc lập về âm không kèm phụ âm: y tế - (Chú ý là cả i và y đều cũng có thể dùng biểu thị cho /j/.) | /e/,/ei/ - ê |
| /ɛ/,/æ/ - e | /ɨ/,/ɯ/ - ư  |
| /əː/ - ơ | /ɜ/ - /ɜ/    |
| /ɐː/,/a:/ - a | /ɐ/          |
| /u/ - u | /o/,/ou/ - ô |
| /ɔ/ - o |              |

Bảng sau cho biết các cách viết có thể tương ứng với từng cách phát âm nguyên âm đôi và ba:
| Phát âm       | Cách viết      | Phát âm       | Cách viết     |
| Nguyên âm đôi | Nguyên âm đôi  | Nguyên âm đôi | Nguyên âm đôi |
| ------------- | -------------- | ------------- | ------------- |
| /uj/          | ui*            | /iw/          | iu**          |
| /oj/          | ôi*            | /ew/          | êu**          |
| /ɔj/          | oi*            | /ɛw/          | eo***         |
| /əːj/         | ơi*            | /əːw/         | ơu**          |
| /ɜj/          | ây, ê*         | /ɜw/          | âu, ô**       |
| /ɐːj/         | ai*            | /ɐːw/         | ao***         |
| /ɐj/          | ay, a*         | /ɐw/          | au, o**       |
| /ɨj/          | ưi*            | /ɨw/          | ưu**          |
| /iɜ/          | ia, ya, iê, yê | /uɜ/          | ua, uô        |
| /ɨɜ/          | ưa, ươ         | /o:/          | oo            |
| Nguyên âm ba  |                |               |               |
| /iɜw/         | iêu, yêu**     | /uɜj/         | uôi*          |
| /ɨɜj/         | ươi*           | /ɨɜw/         | ươu**         |

* Nhiều khi không được công nhận là nguyên âm mà là vần, gồm nguyên âm chính và âm cuối (bán nguyên âm) i.
** Nhiều khi không được công nhận là nguyên âm mà là vần, gồm nguyên âm chính và âm cuối (bán nguyên âm) u.
*** Nhiều khi không được công nhận là nguyên âm mà là vần, gồm nguyên âm chính và âm cuối (bán nguyên âm) o.
| /iɜ/ - ia nếu không có phụ âm nằm sau /miɜ/ = mía - iê nếu có phụ âm nằm sau /miɜŋ/ = miếng - thay i bằng y tại đầu từ hoặc sau một chữ cái nguyên âm: - ya: /xwiɜ/ = khuya - yê: /xwiɜn/ = khuyên; /iɜn/ = yên | /uɜ/ - ua nếu không có phụ âm nằm sau /muɜ/ = mua - uô nếu có phụ âm nằm sau /muɜn/ = muôn |
| /ɨɜ/ - ưa nếu không có phụ âm nằm sau /mɨɜ/ = mưa - ươ nếu có phụ âm nằm sau /mɨɜŋ/ = mương |                                                                                            |

##### Chữ cái phụ âm đứng cuối vần chính tả và âm đối ứng
| Chữ cái phụ âm đứng cuối từ chính từ | Âm đối ứng          | Âm đối ứng          | Chú giải |
| Chữ cái phụ âm đứng cuối từ chính từ | phương ngữ miền Bắc | Phương ngữ miền Nam | Chú giải |
| ------------------------------------ | ------------------- | ------------------- | -------- |
| c                                    | /k̚/                 | /k̚/                 |          |
| ch                                   | /ʲk/                | /t̚/                 |          |
| m                                    | /m/                 | /m/                 |          |
| n                                    | /n/                 | /ŋ/                 |          |
| ng                                   | /ŋ/                 | /ŋ/                 |          |
| nh                                   | /ʲŋ/                | /n/                 |          |
| p                                    | /p/                 | /p/                 |          |
| t                                    | /t̚/                 | /k/                 |          |

#### Thanh điệu chính tả và thanh điệu ngữ âm đối ứng
Tiếng Việt là ngôn ngữ thanh điệu, mọi âm tiết của tiếng Việt đều luôn mang một thanh điệu nào đó. Phương ngôn tiếng Việt miền Bắc có sáu thanh điệu, phương ngôn tiếng Việt miền Trung và miền Nam có năm thanh điệu.
| Thanh điệu | Bắc Bộ  | Bắc Trung Bộ | Bắc Trung Bộ | Bắc Trung Bộ   | Trung Bộ | Nam Bộ  |
| Thanh điệu | Bắc Bộ  | Vinh         | Thanh Chương | Hà Tĩnh        | Trung Bộ | Nam Bộ  |
| ---------- | ------- | ------------ | ------------ | -------------- | -------- | ------- |
| ngang      | ˧ 33    | ˧˥ 35        | ˧˥ 35        | ˧˥ 35, ˧˥˧ 353 | ˧˥ 35    | ˧ 33    |
| huyền      | ˨˩̤ 21̤   | ˧ 33         | ˧ 33         | ˧ 33           | ˧ 33     | ˨˩ 21   |
| sắc        | ˧˥ 35   | ˩ 11         | ˩ 11, ˩˧̰ 13̰  | ˩˧̰ 13̰          | ˩˧̰ 13̰    | ˧˥ 35   |
| hỏi        | ˧˩˧̰ 31̰3 | ˧˩ 31        | ˧˩ 31        | ˧˩̰ʔ 31̰ʔ        | ˧˩˨ 312  | ˨˩˦ 214 |
| ngã        | ˧ʔ˥ 3ʔ5 | ˩˧̰ 13̰        | ˧˩ 31        | ˨̰ 22̰           | ˧˩˨ 312  | ˨˩˦ 214 |
| nặng       | ˨˩̰ʔ 21̰ʔ | ˨ 22         | ˨̰ 22̰         | ˨̰ 22̰           | ˨̰ 22̰     | ˨˩˨ 212 |
Trừ thanh ngang không có ký hiệu riêng để biểu thị (vì vậy mà một số người gọi nó là "thanh không dấu"), chữ quốc ngữ dùng năm ký hiệu gọi là "dấu thanh" hoặc "dấu", để biểu thị thanh điệu của tiếng Việt.
| Thanh điệu | Dấu phụ    | Nguyên âm mang dấu phụ, gọi là dấu âm. | Nguyên âm mang dấu phụ, gọi là dấu âm. | Nguyên âm mang dấu phụ, gọi là dấu âm. | Nguyên âm mang dấu phụ, gọi là dấu âm. | Nguyên âm mang dấu phụ, gọi là dấu âm. | Nguyên âm mang dấu phụ, gọi là dấu âm. | Nguyên âm mang dấu phụ, gọi là dấu âm. | Nguyên âm mang dấu phụ, gọi là dấu âm. | Nguyên âm mang dấu phụ, gọi là dấu âm. | Nguyên âm mang dấu phụ, gọi là dấu âm. | Nguyên âm mang dấu phụ, gọi là dấu âm. | Nguyên âm mang dấu phụ, gọi là dấu âm. |
| ---------- | ---------- | -------------------------------------- | -------------------------------------- | -------------------------------------- | -------------------------------------- | -------------------------------------- | -------------------------------------- | -------------------------------------- | -------------------------------------- | -------------------------------------- | -------------------------------------- | -------------------------------------- | -------------------------------------- |
| Ngang      | (Không có) | A/a                                    | Ă/ă                                    | Â/â                                    | E/e                                    | Ê/ê                                    | I/i                                    | O/o                                    | Ô/ô                                    | Ơ/ơ                                    | U/u                                    | Ư/ư                                    | Y/y                                    |
| Huyền      | Dấu huyền  | À/à                                    | Ằ/ằ                                    | Ầ/ầ                                    | È/è                                    | Ề/ề                                    | Ì/ì                                    | Ò/ò                                    | Ồ/ồ                                    | Ờ/ờ                                    | Ù/ù                                    | Ừ/ừ                                    | Ỳ/ỳ                                    |
| Sắc        | Dấu sắc    | Á/á                                    | Ắ/ắ                                    | Ấ/ấ                                    | É/é                                    | Ế/ế                                    | Í/í                                    | Ó/ó                                    | Ố/ố                                    | Ớ/ớ                                    | Ú/ú                                    | Ứ/ứ                                    | Ý/ý                                    |
| Hỏi        | Dấu hỏi    | Ả/ả                                    | Ẳ/ẳ                                    | Ẩ/ẩ                                    | Ẻ/ẻ                                    | Ể/ể                                    | Ỉ/ỉ                                    | Ỏ/ỏ                                    | Ổ/ổ                                    | Ở/ở                                    | Ủ/ủ                                    | Ử/ử                                    | Ỷ/ỷ                                    |
| Ngã        | Dấu ngã    | Ã/ã                                    | Ẵ/ẵ                                    | Ẫ/ẫ                                    | Ẽ/ẽ                                    | Ễ/ễ                                    | Ĩ/ĩ                                    | Õ/õ                                    | Ỗ/ỗ                                    | Ỡ/ỡ                                    | Ũ/ũ                                    | Ữ/ữ                                    | Ỹ/ỹ                                    |
| Nặng       | Dấu nặng   | Ạ/ạ                                    | Ặ/ặ                                    | Ậ/ậ                                    | Ẹ/ẹ                                    | Ệ/ệ                                    | Ị/ị                                    | Ọ/ọ                                    | Ộ/ộ                                    | Ợ/ợ                                    | Ụ/ụ                                    | Ự/ự                                    | Ỵ/ỵ                                    |

### Quy tắc sử dụng i và y
Hai chữ "i" và "y" đều được gọi là "i", khi cần phân biệt thì dựa theo hình dạng của chúng chữ "i" được gọi là "i ngắn" (vì chiều cao in thường của nó ngắn hơn chữ "y"), chữ "y" được gọi là "y dài". Cái tên "i grec" của chữ "y" là do nó được vay mượn từ chữ Upxilon của bảng chữ cái Hy Lạp, nên tên gọi của nó trong tiếng Latinh, tiếng Bồ Đào Nha và tiếng Pháp đều có nghĩa là "chữ i Hy Lạp". Trong tiếng Hy Lạp hiện đại (thường được tính mốc là bắt đầu từ năm 1453 khi Đế quốc Đông La Mã sụp đổ) chữ "y" biểu thị nguyên âm /i/. Trong tiếng Latinh chữ "i" (còn được viết là "j") biểu thị hai nguyên âm /ɪ/, /iː/ và phụ âm /j/. Trong chữ quốc ngữ, chữ "i" cũng được dùng để ghi lại âm vị /i/ và /j/ giống như tiếng Latinh nhưng không phải lúc nào hai âm vị /i/ và /j/ cũng được ghi lại bằng chữ cái "i", trong một số trường hợp chúng được ghi lại bằng chữ "y".
Các giáo sĩ phương Tây khi đặt ra chữ quốc ngữ vì sợ rằng nếu ghi nguyên âm /i/ ở đầu từ bằng chữ cái "i" thì những người biết tiếng Latinh có thể hiểu lầm chữ "i" ở đây biểu thị phụ âm /j/ dẫn tới đọc sai từ nên đã ghi nguyên âm /i/ ở đầu từ bằng chữ cái Hy Lạp "y" (vì trong tiếng Hy Lạp hiện đại, chữ cái "y" cũng biểu thị phụ âm /i/ giống như chữ cái "i" trong chữ quốc ngữ).
Hai vần "ay" /aj/ và "ai" /aːj/ đều mang nguyên âm /a/ và bán nguyên âm /j/, cái tạo nên sự khác biệt trong cách phát âm của hai vần này là trường độ của nguyên âm /a/. Vần "ay" chứa nguyên âm a ngắn /a/, vần "ai" /aːj/ chứa nguyên âm a dài /aː/. Sự khác biệt trong cách phát âm của hai vần "ây" /əj/ và "ơi" /əːj/ cũng nằm ở trường độ của nguyên âm, vần "ây" /əj/ chứa nguyên âm ơ ngắn /ə/, vần "ơi" /əːj/ chứa nguyên âm ơ dài /əː/. Chữ quốc ngữ đã có chữ "ă" để biểu thị nguyên âm a ngắn nhưng các giáo sĩ phương Tây đã không dùng chữ này để ghi lại nguyên âm a ngắn trong vần "ay". Vì muốn hạn chế dùng các chữ cái có dấu nên họ đã dùng chữ "a" để ghi lại cả nguyên âm a dài lẫn nguyên âm a ngắn trong vần "ai" và "ay". Để phân biệt hai vần này họ dùng hai chữ cái "i" và "y" để ghi lại bán nguyên âm /j/ trong hai vần "ay" và "ai". Với vần "ai" họ dùng chữ "i", với vần "ay" họ dùng chữ "y". Hai chữ "i" và "y" ở đây ngoài việc biểu thị bán nguyên âm /j/ trong hai vần ra còn báo cho người đọc biết nguyên âm đứng trước nó là nguyên âm dài hay nguyên âm ngắn, "i" biểu thị nguyên âm dài, "y" biểu thị nguyên âm ngắn. Để cho nhất quán bán nguyên âm /j/ trong vần "ây" (chứa nguyên âm ơ ngắn) được ghi bằng chữ "y", còn trong vần "ơi" (chứa nguyên âm ơ dài) nó được ghi lại bằng chữ "i". Vần "uy" /wi/ viết là "uy", vần "ui" /uj/ viết là "ui" (uy và ui đều mang bán nguyên âm /j/, /w/ và /u/ được ghi lại bằng cùng một chữ "u" giống như các vần khác). Vần "uy" đứng sau "q" viết là "u" như châu Âu (quy).
Ngoài các trường hợp kể trên ra, trong các trường hợp còn lại nguyên âm /i/ và bán nguyên âm /j/ phải được viết bằng chữ cái "i".
Nguyên nhân dẫn đến việc dùng hai chữ y (dài) i (ngắn) trong chữ quốc ngữ là như trên nhưng từ thuở ban đầu của chữ quốc ngữ đến nay vì nhiều nguyên nhân như do không biết nguồn gốc của hai chữ i (ngắn) y (dài) trong chữ quốc ngữ, do thói quen cố hữu, theo thẩm mỹ quan cá nhân (thấy ở trường hợp này trường hợp kia viết với chữ i hay chữ y thì dễ nhìn hơn), bắt chước theo cách viết của người khác vân vân, nguyên tắc sử dụng i và y đặt ra lúc ban đầu liên tục bị vi phạm. Ngay cả các giáo sĩ phương Tây cũng không tuân thủ triệt để. Người ta chỉ cố gắng viết đúng y dài i ngắn để phân biệt hai vần "ay" và "ai", trong các trường hợp khác người ta tùy tiện viết y dài i ngắn theo ý mình.
Trong phương ngữ tiếng Việt miền Nam, nguyên âm /a/ luôn là một nguyên âm dài khi đứng trước bán nguyên âm /j/, không còn sự đối lập về trường độ của nguyên âm /a/ nữa, do đó "ay" và "ai" trong phương ngữ miền Nam là đồng âm, đều được phát âm là /aj/. Vì "ay" và "ai" trong phương ngữ miền Nam chỉ là hai cách viết khác nhau theo quy ước chính tả của cùng một vần nên người miền Nam hay viết sai chính tả các từ có "ay" và "ai", chỗ theo chính tả phải viết là "ay" thì lại viết "ai" và ngược lại, chỗ phải viết là "ai" thì lại viết là "ay".
Nhằm chấm dứt tình trạng viết i ngắn i dài lung tung, đã có một số người, cơ quan, tổ chức đặt ra quy tắc sử dụng i và y của riêng mình, quy định khi nào viết chữ i, khi nào viết chữ y. Các quy tắc này thường không xét đến nguyên nhân các giáo sĩ phương Tây đưa hai chữ i (ngắn) y (dài) vào chữ quốc ngữ.

#### Quy tắc sử dụngivàytrong sách giáo khoa
- Nguyên âm trong các âm tiết mở, viết i ngắn: kĩ (thuật), lí (thuyết), mĩ (thuật), hi (vọng), (nghệ) sĩ,...
- Nguyên âm đứng một mình (âm tiết độc lập) thì sẽ viết i ngắn nếu là từ thuần Việt: ỉ (eo), ì (à) ì (ạch), (béo) ị, (ầm) ĩ,... và y dài, nếu là từ Hán Việt: ý (kiến), (lưu) ý, y (sĩ), (chuẩn) y...
- Nguyên âm đứng đầu âm tiết, có tổ hợp nguyên âm hoặc nguyên âm đôi, viết y dài: yêu (quý), yểu (điệu), yến (tiệc), yêng (hùng), huỳnh huỵch...
- Trong các âm tiết nửa mở, nếu là tổ hợp nguyên âm [wi], như trong các từ quy (tắc), (thâm) thúy, (ma) túy, (xương) tủy, quỵ lụy... thì viết y dài. Nếu là tổ hợp nguyên âm [uj], như trong các từ cúi (đầu), túi (quần), tủi (hổ), xúi (bẩy), (tàn) lụi... thì viết i ngắn.

#### Kiểu mới
Trừ tên riêng, đề xuất tương đối hợp lý cách dùng hai chữ i ngắn và y dài hiện nay như sau:
- Đối với các âm tiết có phụ âm đầu /ʔ/, âm đệm /Ø/, âm chính /i/ và âm cuối /Ø/, thì có hai cách viết:
  1. Dùng "i" trong các trường hợp từ thuần Việt, cụ thể là: i - i tờ; ì - ì, ì ạch, ì à ì ạch, ì ầm, ì oạp; ỉ - lợn ỉ, ỉ eo, ỉ ôi; í - í a í ới, í oắng, í ới; ị - ị, béo ị
  2. Dùng "y" trong các trường hợp còn lại (thường là từ Hán-Việt), ví dụ: y - y tế, y nguyên, y phục; ỷ - ỷ lại; ý - ý nghĩa, ý kiến...
- Đối với các âm tiết có âm đệm /Ø/ và âm chính /iə/ thì dùng "i". Ví dụ: chịa, đĩa, tía... kiến, miền, thiến... Trừ trường hợp có âm đầu /ʔ/ và âm cuối không /Ø/ thì dùng "y": yếm, yến, yêng, yêu...
- Đối với các âm tiết có âm đệm /w/, âm chính là /i/ hoặc /iə/ thì dùng "y". Ví dụ: huy, quý, quýt... khuya, tuya, xuya... quyến, chuyền, tuyết, thuyết...
- Việc biểu diễn nguyên âm /i/ trong các trường hợp còn lại (âm đệm /Ø/) thì dùng "i". Ví dụ: inh, ích, ít... bi, chi, hi, kì, khi, lí, mì, phi, ti, si, vi... bình, chính, hít, kim, lịm, mỉm, nín, phình, tính, sinh, vinh...
- Việc biểu diễn âm cuối /-j/ không có gì thay đổi, vẫn dùng "y" trong các trường hợp có nguyên âm chính ngắn: (bàn) tay, (thợ) may, tây, sấy... và dùng "i" trong các trường hợp còn lại: (lỗ) tai, (ngày) mai, cơi, coi, côi...
- Dùng "i" trong trường hợp các tiếng có phụ âm đầu + vần "i" (ví dụ: lí, mĩ, kĩ, thi, sĩ...) đều thống nhất viết bằng "i" (i ngắn). Ví dụ: lí luận, lí tưởng, thi sĩ, nước Mĩ, bánh mì, kỉ niệm, v.v... mà không viết "y" (y dài) như trước đây. Đây là quy định của Bộ Giáo dục Việt Nam từ năm 1983 [cần dẫn nguồn]. Hiện nay Nhà xuất bản Giáo dục vẫn thực hiện nghiêm chỉnh quy định này trong việc in Sách giáo khoa các loại.
  - Theo quy định của Bộ giáo dục (1984) có quy định cách viết "I" như sau:

- Nếu không có sự thay đổi về âm và nghĩa, trừ trường hợp "Y" đứng sau "QU", hầu hết các từ có âm "I" ở cuối đều được viết thống nhất bằng "I". Thí dụ: Hi sinh, kỉ niệm, lí luận, thẩm mĩ,...
- Nếu "I" hoặc "Y" đứng một mình, đứng đầu từ hoặc ở giữa từ, ta viết theo thói quen cũ. Thí dụ: ý nghĩa, y tế, yêu thương, Nguyễn Khuyến,...

#### Kiểu cũ
Cách dùng "i" hoặc "y" kiểu cũ thì thường căn cứ vào Hán Việt Từ điển của Đào Duy Anh (1931). Theo đó thì "y" được dùng thay "i" với những từ gốc Hán Việt nếu đứng sau các phụ âm h, k, l, m, t, và q (qu). Vì vậy nên có "ngựa hí", "tì tay" (gốc Nôm) nhưng "song hỷ", "tỵ nạn" (gốc Hán Việt). Những phụ âm khác thì vẫn dùng "i" như "tăng ni" chứ không có ny (tuy nhiên có ca sĩ mang tên là "Tố Ny" từng tham gia chương trình Giọng Hát Việt). Người Việt ở hải ngoại dạy tiếng Việt cho trẻ em dùng mẹo để nhớ sáu phụ âm trên bằng câu "học mau lên kẻo ta quên".

### Quy tắc đánh dấu thanh
Trong các nguyên âm đôi và ba có ít nhất hai cách đặt dấu phụ lên chúng, trong đó một cách ("cách mới") dựa trên lý thuyết ngôn ngữ học.
Trong xếp thứ tự chữ cái, các chữ cái được ưu tiên, tiếp sau là dấu âm, dấu thanh điệu, và sau cùng là chữ hoa/chữ thường. Quá trình ưu tiên này được thực hiện lần lượt trên các âm tiết. Ví dụ một từ điển sẽ xếp "tuân thủ" trước "tuần chay".
Có nhiều quan điểm khác nhau về việc vị trí đặt dấu thanh, một trong các quan điểm đó như sau:
1. Với các âm tiết [-tròn môi] (âm đệm /Ø/) có âm chính là nguyên âm đơn: Đặt dấu thanh điệu vào vị trí của chữ cái biểu diễn cho âm chính đó. Ví dụ: á, tã, nhà, nhãn, gánh, ngáng...
2. Với các âm tiết [+tròn môi] (âm đệm /w/, được biểu diễn bằng "o, u") có âm chính là nguyên âm đơn thì cũng bỏ dấu thanh điệu vào vị trí chữ cái biểu diễn cho âm chính. Ví dụ: hoà, hoè, quỳ, quà, quớ, thủy, nguỵ, hoàn, quét, quát, quỵt, suýt, loã, tuế,...
3. Với các âm tiết có âm chính là nguyên âm đôi:
  - Nếu là âm tiết [-khép] (nguyên âm được viết là: "iê, yê, uô, ươ"; âm cuối được viết bằng: "p, t, c, ch, m, n, ng, nh, o, u, i") thì bỏ dấu lên chữ cái thứ hai trong tổ hợp hai chữ cái biểu diễn cho âm chính. Ví dụ: yếu, uốn, ườn, tiến, chuyến, muốn, mượn, thiện, thuộm, người, viếng, muống, cường...
  - Nếu là âm tiết [+khép] (nguyên âm được viết là: "ia, ya, ua, ưa") thì nhất loạt bỏ dấu vào vị trí chữ cái thứ nhất trong tổ hợp hai chữ cái biểu diễn cho âm chính. Ví dụ: tỉa, tủa, cứa, thùa, khứa, ứa,...
4. Phân biệt vị trí đặt dấu thanh điệu ở tổ hợp "ua" và "ia":
  - Với "ia" thì phân biệt bằng sự xuất hiện hay vắng mặt của chữ cái "g" ở đầu âm tiết. Có "g" thì đặt vào "a" (già, giá, giả...), không có "g" thì đặt vào "i" (bịa, chìa, tía...). Trường hợp đặc biệt: "gịa" (trong từ "giặt gịa", có nghĩa là "giặt giũ") - cách đọc: ghép phụ âm "gi" với nguyên âm kép "ịa"[63]; "gìn" (trong từ "giữ gìn") - cách đọc: ghép phụ âm "gi" với vần "ìn"; "gì" - cách đọc: ghép phụ âm "gi" với nguyên âm đơn "ì"; tương tự: giếng; giêng; giềng; giết; gin.
  - Với "ua" thì phân biệt bằng sự xuất hiện hay vắng mặt của chữ cái "q". Có "q" thì đặt vào "a" (quán, quà, quạ...), không có "q" thì đặt vào "u" (túa, múa, chùa...). Hoặc để giản tiện cho việc làm bộ gõ, có thể coi "qu" như là một tổ hợp phụ âm đầu tương tự như "gi, nh, ng, ph, th"... Khi đó, sẽ coi "quán, quà, quạ"... như là những âm tiết có âm đệm /Ø/.

Trong đời sống, hiện vẫn tồn tại hai cách đặt dấu thanh trong tiếng Việt, vẫn xuất hiện trên cùng một văn bản, làm cho văn bản đẹp hơn, vẫn không sai. Ví dụ "hòa" là một cách đặt dấu thanh khác cho "hoà", trong đó "hòa" còn gọi là cách đặt dấu thanh "cũ". Bảng sau liệt kê các trường hợp mà hai cách đặt dấu thanh khác nhau:
| Cũ                 | Mới                |
| ------------------ | ------------------ |
| òa, óa, ỏa, õa, ọa | oà, oá, oả, oã, oạ |
| òe, óe, ỏe, õe, ọe | oè, oé, oẻ, oẽ, oẹ |
| ùy, úy, ủy, ũy, ụy | uỳ, uý, uỷ, uỹ, uỵ |

### Dấu câu dùng kèm chữ quốc ngữ
Một số loại dấu thường dùng trong chữ Quốc ngữ
| Dấu câu   | Ký tự | Dấu câu                                                                | Ký tự |
| --------- | ----- | ---------------------------------------------------------------------- | ----- |
| Chấm      | .     | Chấm phẩy                                                              | ;     |
| Phẩy      | ,     | Hai chấm                                                               | :     |
| Chấm hỏi  | ?     | Ngoặc đơn                                                              | ()    |
| Chấm than | !     | Ngoặc vuông                                                            | [ ]   |
| Chấm lửng | ...   | Gạch ngang, gạch nối                                                   | –, -  |
| Nháy đơn  | ' '   | Nhọn đơn (giờ đây đã không còn dùng, được thay thế bởi dấu nháy đơn)   | ‹ ›   |
| Ngoặc kép | " "   | Nhọn kép (giờ đây đã không còn dùng, được thay thế bởi dấu ngoặc kép)  | « »   |
| Gạch dưới | _     | Gạch chéo (không phân biệt gạch chéo thường (/) và gạch chéo ngược (\) | \ /   |